# 長岡市立上川西小学校
長岡市立上川西小学校（ながおかしりつ かみかわにししょうがっこう）は、新潟県長岡市下柳二丁目に所在する市立小学校。

## 概要
1878年に開校。全校生徒数699名（2014年度）。

## 沿革
- 1878年6月 - 蓮潟校開校。
- 1889年5月 - 旧槇山校・槙下校を統合、槇山校開校。
- 1892年3月 - 尋常科蓮潟小学校川西尋常小学校と改称。
- 1929年4月1日 - 両校統合、上川西村立上川西尋常高等小学校第一部校舎（蓮潟）・第二部校舎（槇山）となる。
- 1926年11月 - 現在地に新校舎竣工。
- 1941年4月1日 - 上川西村立上川西国民学校と改称。
- 1945年8月1日 - 長岡空襲により第一部校舎全焼。
- 1947年4月1日 - 上川西村立上川西小学校と改称。
- 1954年2月1日 - 長岡市への編入合併に伴い現校名に改称。
- 1955年9月 - 校章制定。
- 1957年11月 - 校歌制定。
- 1959年11月 - 創立80周年記念式典挙行。プール竣工・校旗樹立。
- 1968年3月 - 校舎改築第1期工事竣工。
- 1969年3月 - 校舎改築第2期工事竣工。
- 1969年11月 - 創立90周年記念式典挙行。校門建立・遊具設置。
- 1975年8月 - 旧上川西中学校体育館を本校所有とする。
- 1977年11月 - 創立100周年記念式典挙行。
- 1980年3月 - 児童数増加に伴い増築工事竣工（特別教室3・普通教室3）。
- 1981年2月 - 新体育館竣工。
- 1982年2月 - 児童数増加に伴い増築工事竣工（普通教室6他）。
- 1983年10月 - 児童数増加に伴いプレハブ4教室竣工（1986年4月撤去）。
- 1983年11月 - 児童数増加に伴い増築工事竣工（普通教室3）。全校児童数900名を越え23学級となる。
- 1987年11月 - 創立110周年記念式典挙行。記念誌発行、築山・すべり台設置。
- 1989年11月 - 若草バザー開始。
- 1991年5月 - 若草プレイランド開設。
- 1996年4月 - 児童数増加に伴い増築工事竣工（普通教室2・特別教室6）。
- 1997年11月 - 創立120周年記念式典挙行。掲揚塔ポール・児童会歌銅板レリーフ建立、タイムカプセル・築山補修。
- 1998年8月 - 第1期大規模改造工事完了。
- 1999年8月 - 第2期大規模改造工事完了。
- 2001年8月 - コンピュータ室開設。
- 2005年3月 - 体育館耐震補強・ステージ設置。
- 2007年 - 創立130周年。

## 著名な出身者
中澤卓也(演歌歌手)